# 国鉄チム1形貨車 (2代)
国鉄チム1形貨車（こくてつチム1がたかしゃ）は、かつて日本国有鉄道（国鉄）およびその前身である鉄道省等に在籍した15 t 積みの長物車である。
本形式と同様の経歴を持つチム50形、チム100形についても本項目で解説する。

## チム1形
1943年（昭和18年）8月1日に北海道鉄道が戦時買収により国有化され、北海道鉄道に在籍していたチム350形15両がチム1形（チム350 - チム364→チム1 - チム15）と定められた。チム1形初代は1932年（昭和7年）に形式消滅しておりチム1形としては2代目にあたる。種車であるチム350形は1922年（大正11年）10月に日本車輌製造にて10両、1926年（大正15年）6月に東洋車輌にて5両がそれぞれ製作された車両である。種車時代より北海道にて材木輸送用に運用された。
車体塗色は黒一色、寸法関係は、全長は6,223 mm、全幅は2,311 mm、自重は6.8 t - 7.0 t である。
戦後の1950年（昭和25年）に「第二次貨車特別廃車」の対象形式に指定され、5月20日通達「車工第376号」により告示された。（当時の在籍車数は11両であった）同年に最後まで在籍した車両が廃車になり形式消滅した。

### 譲渡
1951年（昭和26年）10月25日に廃車となったチム1形3両（チム11,チム12,チム15）が北海道拓殖鉄道に譲渡され、チム310形（チム311,チム310,チム312）となった。

## チム50形
1944年（昭和19年）7月1日に胆振縦貫鉄道が戦時買収により国有化され、胆振縦貫鉄道に在籍していたチム1形2両がチム50形（チム1,チム2→チム50,チム51）と定められた。種車であるチム1形は1922年（昭和15年）10月に汽車製造東京支店にて製作された車両である。種車時代より北海道にて材木輸送用に運用された。
2両とも戦後まで在籍したが1950年（昭和25年）に「第二次貨車特別廃車」の対象形式に指定され、5月20日通達「車工第376号」により告示された。同年に廃車になり形式消滅した。

## チム100形
1943年（昭和18年）8月1日に三信鉄道が戦時買収により国有化され、三信鉄道に在籍していた1両がチム100形（チム100）と定められた。積載荷重15 t車であるが二軸ボギー車である。
戦後まで在籍したが1950年（昭和25年）に「第二次貨車特別廃車」の対象形式に指定され、5月20日通達「車工第376号」により告示された。同年に廃車になり形式消滅した。